# Microgramma vaccinifolia
Microgramma vaccinifolia är en stensöteväxtart som först beskrevs av Georg Heinrich von Langsdorff och Fisch., och fick sitt nu gällande namn av Edwin Bingham Copeland. Microgramma vaccinifolia ingår i släktet Microgramma och familjen Polypodiaceae. Inga underarter finns listade.